# Proeudesicrinus
Proeudesicrinus is een geslacht van zeelelies uit de familie Eudesicrinidae.

## Soort
- Proeudesicrinus lifouensis Améziane-Cominardi & Bourseau, 1990